# XXVIII век
XXVIII (два́дцать восьмо́й) век  по григорианскому календарю — век с 1 января 2701 года по 31 декабря 2800 года. Это 8-й век 3-го тысячелетия.  Он наступит через 676 лет.

## Ожидаемые астрономические события
- 15 июня, 2733 год. Прохождение Венеры по диску Солнца[1].
- 13 июня, 2741 год. Прохождение Венеры по диску Солнца[1].
- 2742 год. Тройное соединение Марс — Юпитер.
- 2744 год. Повторное тройное соединение Марс — Юпитер.
- 2761 год. Тройное соединение Марс — Сатурн.
- 3 декабря, 2781 год. В 06:45 (UTC) Венера покроет Нептун.
- 2791 год. Тройное соединение Марс — Юпитер (третье за это столетие).
- 2794—2795 годы. Тройное соединение Юпитер — Сатурн.

## Ожидаемыекалендарныесобытия
- 26 ноября 2738 года — миллионный день нашей эры.